# Youhannes Ezzat Zakaria Badir
Youhannes Ezzat Zakaria Badir (ur. 12 sierpnia 1949 w Abou-Korkas; zm. 27 grudnia 2015 w Luksorze) – egipski duchowny katolicki Kościoła katolickiego obrządku koptyjskiego. Biskup Luksoru w latach 1994-2015.

## Życiorys
5 sierpnia 1973 otrzymał święcenia kapłańskie.

## Episkopat
23 listopada 1992 został wybrany biskupem Ismailii. Wybór ten został zatwierdzony przez Jana Pawła II. Sakry biskupiej udzielił mu 29 stycznia 1993 ówczesny patriarcha aleksandryjski Kościoła koptyjskiego - Stefan II Ghattas.
23 czerwca 1994 wybrany eparchą Luksoru. 
Zmarł 27 grudnia 2015.